# Offerdals socken

Tidigare Offerdals landskommuns vapen och används idag för Offerdals socken.

Offerdals socken ligger i Jämtland och ingår sedan 1974 i Krokoms kommun och motsvarar från 2016 Offerdals distrikt.
Socknens areal är 2 137,07 kvadratkilometer, varav 1 974,02 land. År 2000 fanns här 2 265 invånare. Tätorten Änge samt kyrkbyn Ede med sockenkyrkan Offerdals kyrka ligger i socknen.

## Administrativ historik
Offerdals socken har medeltida ursprung.
Vid kommunreformen 1862 överfördes ansvaret för de kyrkliga frågorna till Offerdals församling och för de borgerliga frågorna till Offerdals landskommun. Landskommunen uppgick 1974 i Krokoms kommun.
1 januari 2016 inrättades distriktet Offerdal, med samma omfattning som församlingen hade 1999/2000.
Socknen har tillhört fögderier, tingslag och domsagor enligt vad som beskrivs i artikeln Jämtland. De indelta soldaterna tillhörde Jämtlands fältjägarregemente och Jämtlands hästjägarkår.

## Geografi
Offerdals socken ligger kring Långan med Landösjön med Näldsjön i söder. Socknen är i söder flack med odlingsbygd och i norr fjällbygd med höjder som i Offerdalsfjällen (Oldfjällen) i toppen Makkene når 1 266 meter över havet.
Socknens skogs- och jordbruksbygder domineras av två dalgångar: dels Gärdesån-Tångeråsen-Åflo-Kaxås-Ede-Änge, dels Frankrike-Olden-Rönnöfors-Landön. Mellan dalarna finns ett flertal berg, bland annat Hällberget, Riseberget, Almåsaberget och Bergsberget. De branta bergen och bebyggelsen på åsar och krön är typisk för de jämtländska skogsbygderna norr om Storsjön. Offerdalsfjällen (Oldfjällen) kan nås via Frankrike eller Jänsmässholmen. Bland fjälltopparna kan nämnas Oldklumpen, Önrun och Ansätten. I fjällen finns dessutom stora myrområden, bland annat Oldflån och Flån.
Berggrunden i Offerdalsbygden består av alloktona fjällbergarter från tre av Kaledonidernas skollor; Offerdalsskollan (Riseberget), Särvskollan (till exempel Hällberget) och Seveskollan (till exempel Önrun och Ansätten). I Offerdal bryts även Offerdalsskiffer, en bergart som ofta används som byggnads- och ornamentsten.
I norr gränsar socknen mot Norge, i väster mot Kalls socken, i öster mot Hotagens socken, Föllinge socken, Aspås socken och Näskotts socken samt i söder mot Alsens socken.

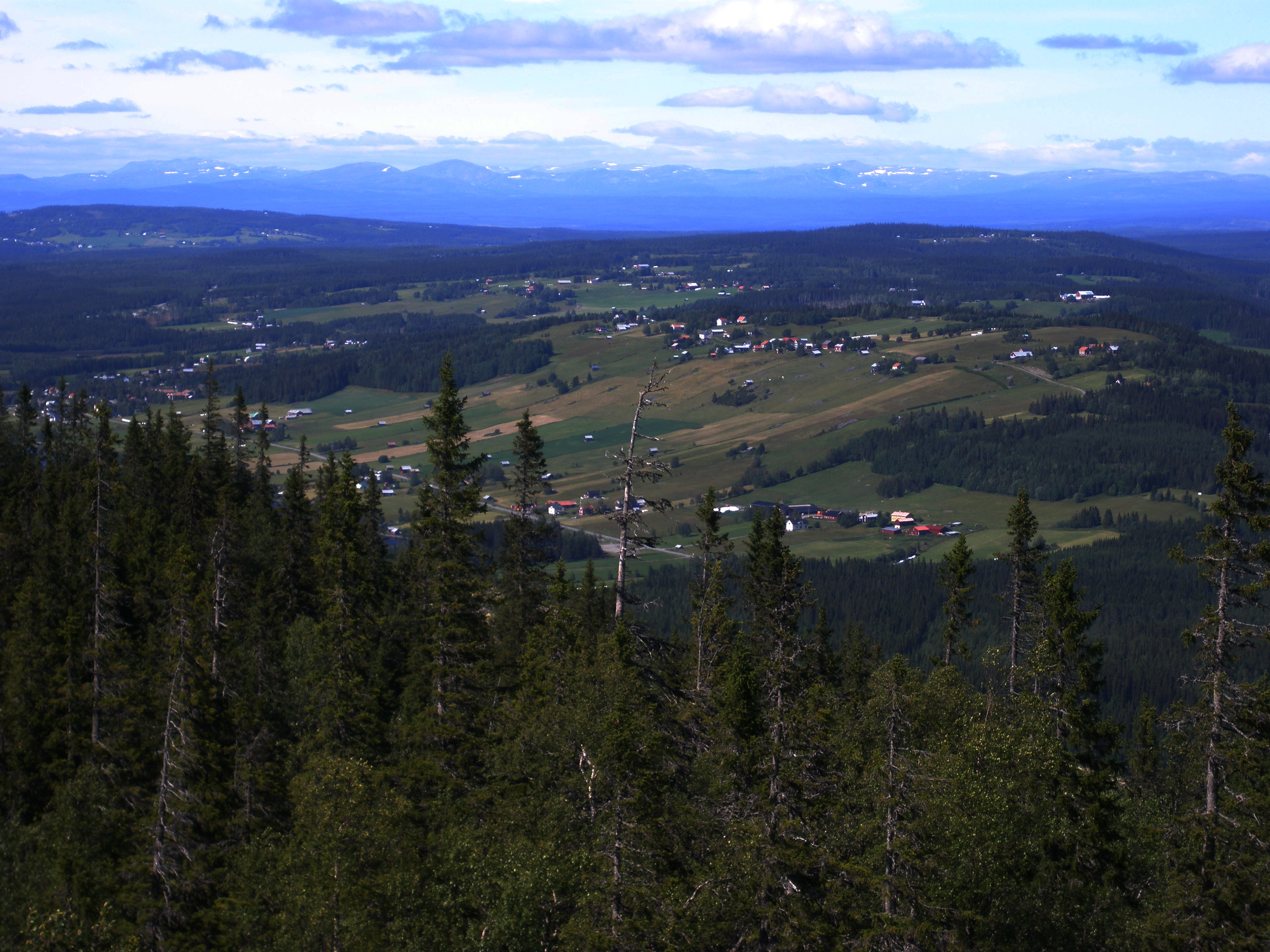
Kaxås sett från Hällberget

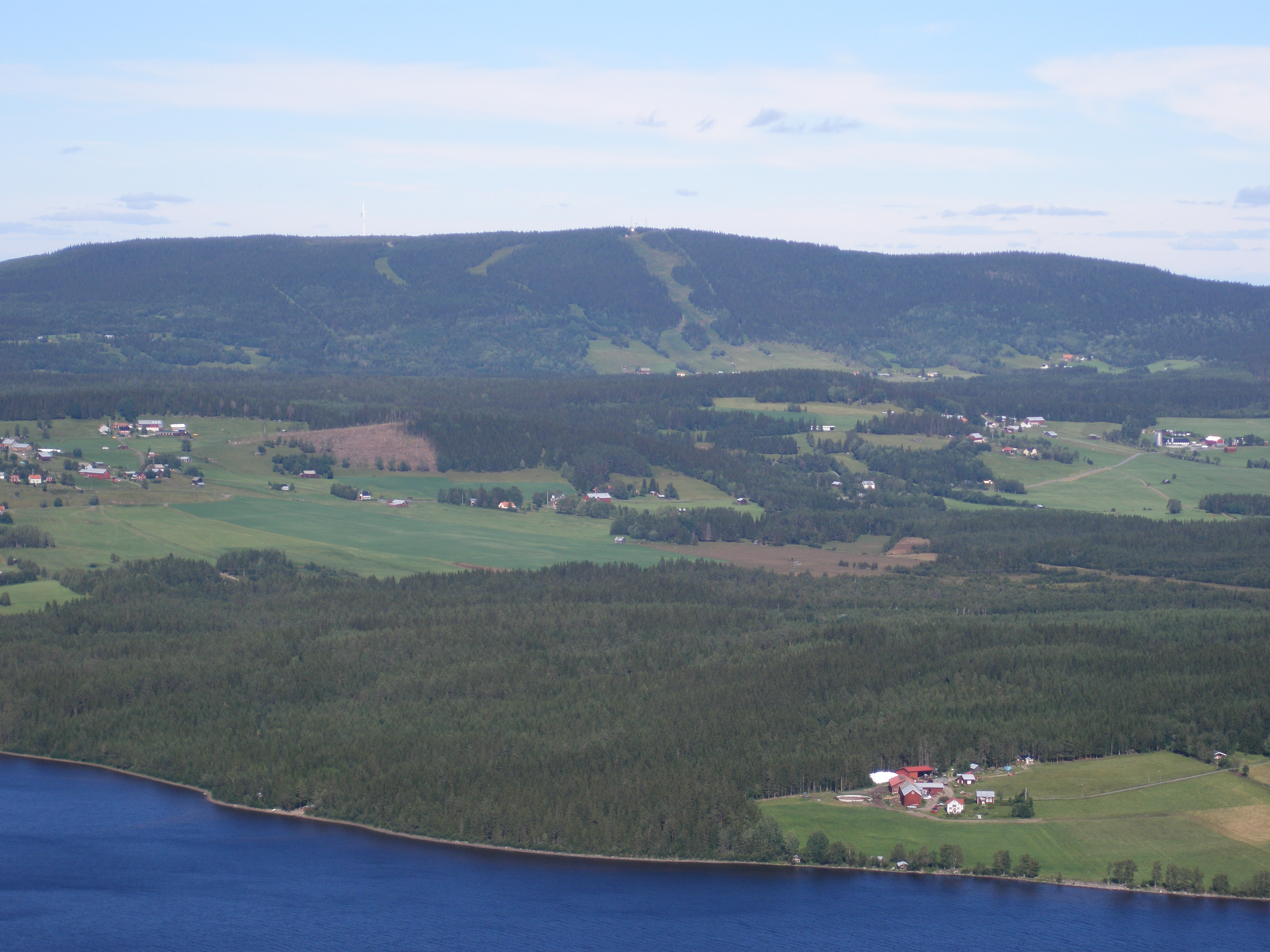
Viken, Bångåsen och Almåsa sett från Hällberget

### Orter

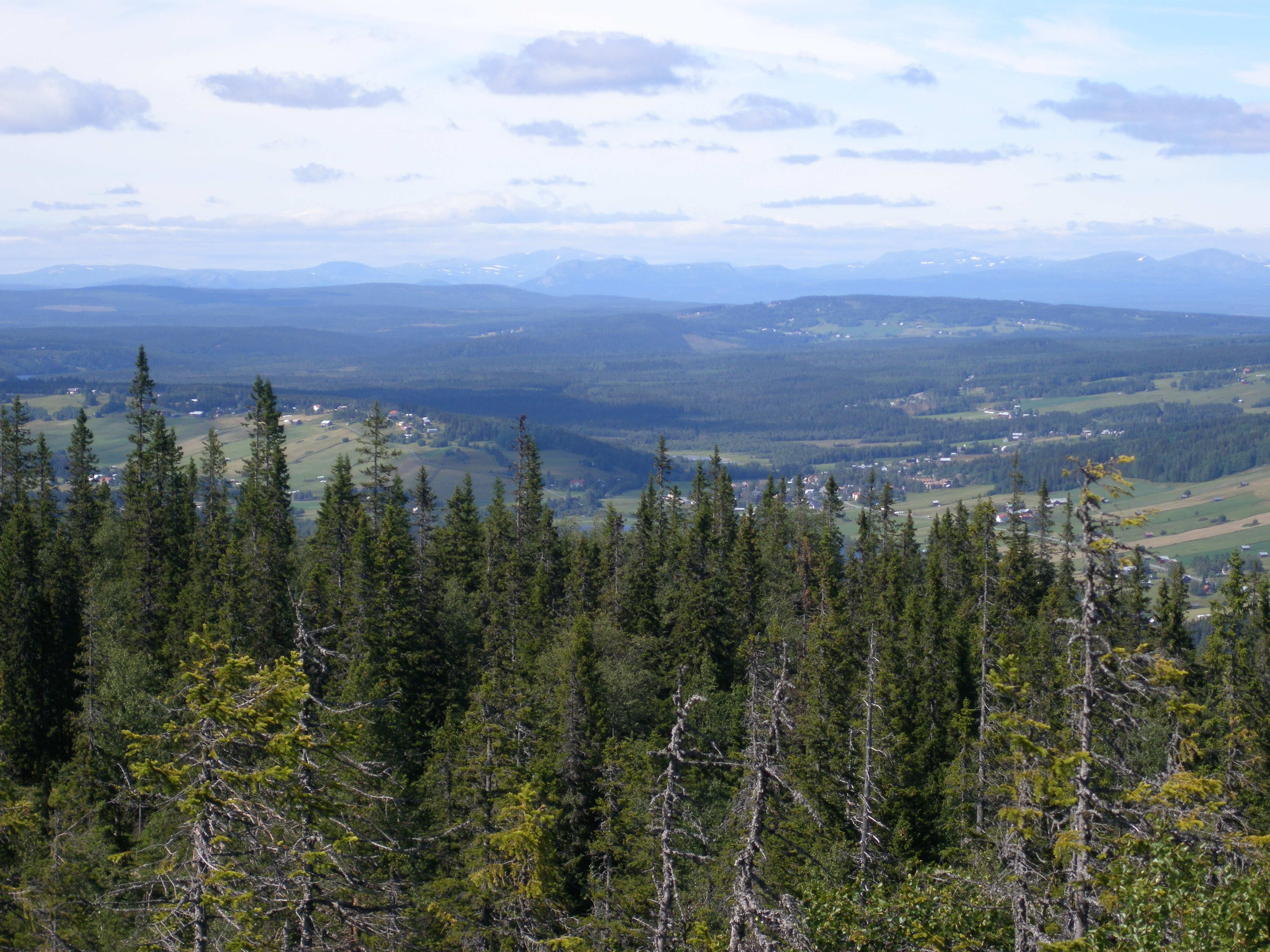
Offerdalsfjällen

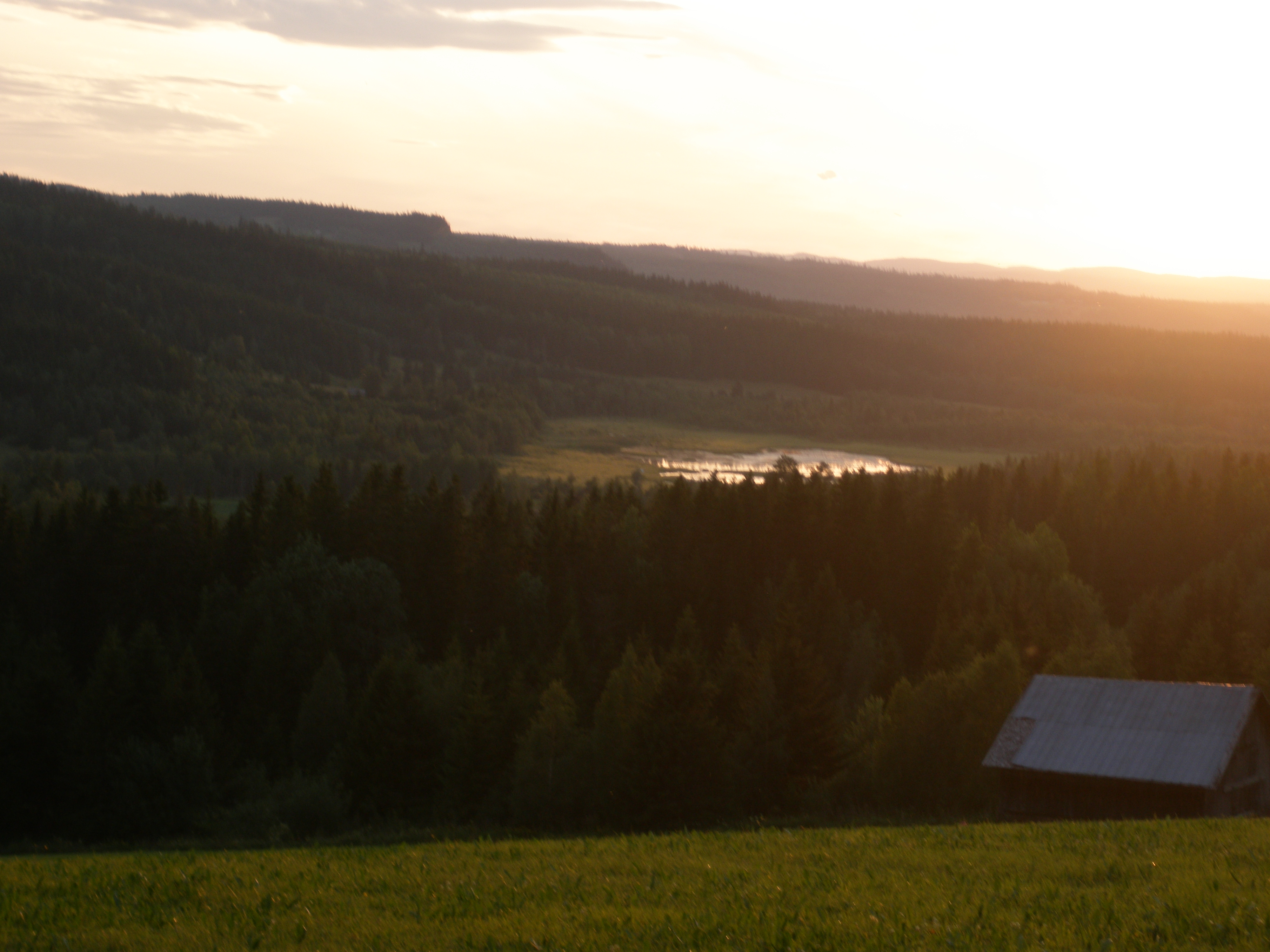
Vid Trolltjärnen hittades Offerdalsspetsen

| - Almåsa - Anvågen - Aspbacken - Brattmon - Bredbyn - Bränna - Bångåsen - Bäcken - Böle - Ede - Ekeberg - Enarsvedjan - Finnsäter - Fiskviken - Flatnor - Frankrike | - Grötom - Gärde - Gölikläppen - Hållan - Hällänge - Höjden - Högkläppen - Jänsmässholmen - Kaxås - Kittelberget - Kläppen - Kälom - Kävåsen - Könsta - Landön - Långan - Lien | - Lungret - Nolasjön - Offerdalsberg - Olden - Oxböle - Rise - Rismon - Rönnöfors - Stavre - Stocke - Storvågen - Söderåsen - Tjärnåsen - Trången - Tulleråsen | - Tångeråsen - Ulvsås - Utgård - Valla - Vejmon - Vågen - Västbyn - Västsjön - Åflo - Änge - Önet |

### Berg, vattendrag och sjöar
Inom socknen finns ett flertal sjöar, som till exempel Landösjön, Hemtjärnen, Hällsjön, Yttre Oldsjön, Övre Oldsjön , Gärdesjön och Näldsjön. 
| - Almåsaberget - Ansätten - Gruvfjället - Himmelsraften - Hällberget - Lappluvan - Makkene - Oldfjällen - Oldklumpen - Lövrun - Stuore-Tjåure | - Önrun - Stor-Burvattnet - Gärdesjön - Hällsjön - Korsvattnet - Kriken - Landösjön - Långvattnet - Stor-Mjölkvattnet - Mussjön - Näldsjön | - Yttre Oldsjön - Övre Oldsjön - Stor-Stensjön - Trolltjärnen - Västsjön - Åkersjön - Gärdesån - Långan - Mattisbäcken - Nästån |

## Natur och kultur

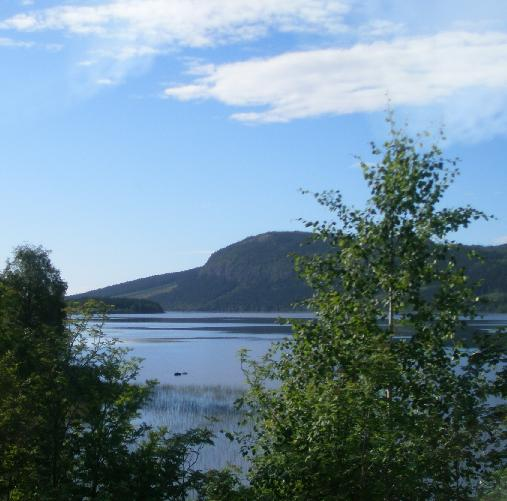
Hällsjön och Hällberget i Offerdals socken.

I Offerdal finns två byggnadsminnen - OlJons-gården i Önet och föreningshuset i Ede, Krokoms kommun. Delar av centrala Offerdal är riksobjekt från kulturhistorisk och naturvetenskaplig synpunkt. Bland annat ladrikena i Kaxås och Åflo samt ängs- och hagmark i Åflo, Kaxås, Söderåsen, Bångåsen, Ede och Almåsa kan nämnas. I byarna Grötom, Bäcken och Ekeberg norr om Mussjön finns ett stort antal gamla hus i riksobjektets kärnområde. Inom riksobjektet finns flera ödesbölen, vilka visar att Offerdal har varit bebyggt sedan medeltiden. I Offerdal finns vidare ett antal naturreservat: Grubbdalens naturreservat, Svenskådalens naturreservat, Offerdalsbergs urskog och Oldflån-Ansättens naturreservat.
I Ede finns en hembygdsgård som drivs av Offerdals hembygdsförening där ett stort antal byggnader och föremål från Offerdal bevaras och visas. Offerdal har även en rik folkmusiktradition. Bland kända Offerdalsspelmän kan Lapp-Nils och Olle Falk nämnas.
I Offerdal talas traditionellt Offerdalsmålet, vilket är en form av jämtskan. I socknens norra delar talas till viss del sydsamiska.

## Historia

### Till 1600-talet
En spjutspets från Åflo, Offerdalsspetsen, och hällristningarna i Gärdesån vittnar om att socknen har varit befolkad sedan stenåldern. Från och med år 1000 finns en bofast befolkning i bygden.
Offerdal var en del av Jämtlands västra fjärding. Offerdals kyrka, som är en av de fyra äldsta stenkyrkorna i Jämtland, började byggas på 1100-talet. År 1178 blev socknen tillsammans med övriga Jämtland en del av Norge.
I mitten på 1300-talet drabbades Offerdal hårt av digerdöden. Bland annat ortnamnet Önet vittnar om detta.
I början på 1600-talet hade Offerdal näst flest byar i hela Jämtland. Det fanns 33 byar och 87 gårdar och det beräknas att cirka 500 personer var bosatta i socknen år 1582. De största byarna vid den tiden var Kaxås och Åflo. Reformationen var svår att genomföra i socknen. År 1622 revs de sista katolska kapellen.
Fram till år 1645 var Offerdal en del av Danmark-Norge, men i och med freden i Brömsebro blev socknen en del av Sverige. 

### Samer i socknen
I socknen har sedan minst 1000 år funnits en sydsamisk befolkning. I Offerdals första jordebok från 1646 anges att det fanns ett tiotal skattebetalande samer i Offerdalsfjällen. Från 1718 anges i jordböckerna endast namnen på de fjäll som skatten betalades för. I jordeboken anges Ansictsfjället, Grubbdalzfjället, Steenfjället, Ållderfjäll, Sösiöfjäll och Kåhlåsfjäll. Delar av dessa områden ligger numera inom Jovnevaerie sameby i Oldfjällen, medan andra delar ligger inom Njaarke sameby i Sösjöfjällen, Kalls socken. 

### 1700-talet och framåt

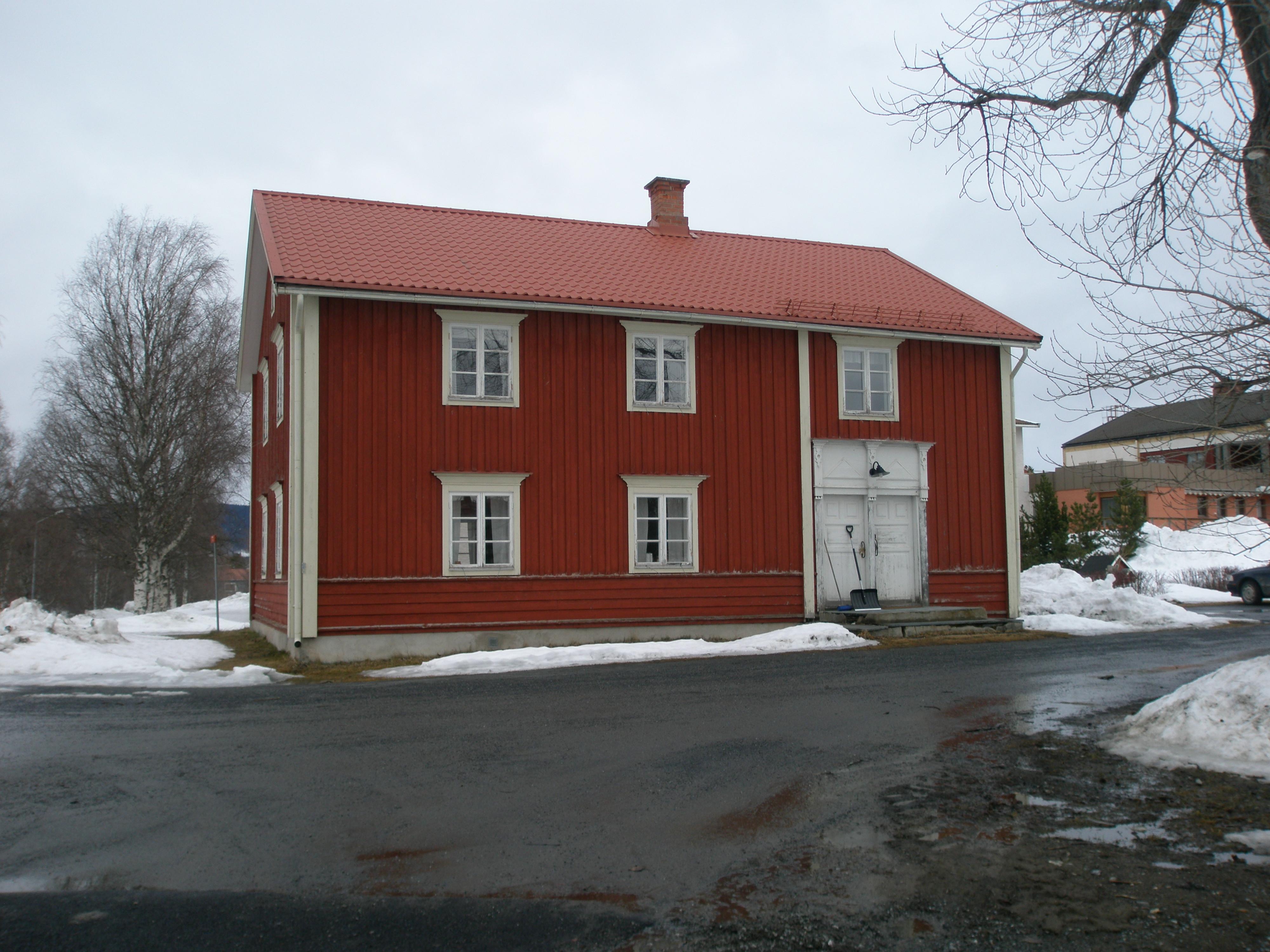
Sockenstämman sammanträdde i sockenstugan i Ede

År 1749 hade folkmängden stigit till 770 personer och år 1800 hade socknen 1 092 invånare. I och med nybyggena i norra Offerdal ökade även antalet byar, bland annat norr om Landösjön (Nolasjön). År 1945 hade Offerdal 4 500 invånare.
Folkökningen under 1800- och 1900-talen ledde till att många blev utan jord att bruka och i stället sökte sig till nya näringar. Det växte fram bland annat Änge garveri, Änge färgeri, tegelbruk i Ede och vid Trolltjärnen i Åflo, samt mejerier, bland annat Åflo mejeri och Änge mejeri. Affärer och bankkontor öppnades i socknens olika byar, skolor grundades och kommunikationerna med grannsocknarna förbättrades. En ångare trafikerade Näldsjön mellan Näldens station och Änge. Landsvägar byggdes. År 1884 byggdes allmän väg mellan Kaxås och Rönnöfors och några år senare mot Krokom och Föllinge. År 1923 byggdes vägen mellan Landön och Rönnöfors. År 1890 kom de första telefonerna till Offerdal och 1905 den första bilen. År 1955 fanns det 29 butiker i socknen.
Det äldsta sockenstämmoprotokollet från Offerdal är från 1725.  År 1828 anställde socknen en barnmorska och 1849 inrättades en sundhetsnämnd. Även skolor inrättades under 1800-talet i flera av socknens byar, bl.a. i Kaxås.
Offerdals sockenstämma hade sina sammanträden i sockenstugan i Ede vid Offerdals kyrka. År 1863 fick kommunen en egen länsman och 1905 en veterinär. År 1900 inrättades ett ålderdomshem i Åflohammar och 1954 invigdes ett nytt ålderdomshem i Ede. År 1908 fick läkaren i Nälden ersättning för att bli läkare även för Offerdalsborna. År 1919 valdes det första kommunfullmäktige.
Från och med mitten på 1800-talet uppstår en konflikt mellan socknens olika byar om var landskommunens centrum ska vara. Centrum kom att flyttas från kyrkbyn och från och med början på 1900-talet utvecklades Änge till att bli ny centralort i kommunen. År 1903 byggdes Änge mejeri. Sedan byggdes läkarstation, post m.m. På 1950- och 1960-talen uppfördes bl.a. nytt kommunkontor, högstadieskola i Änge.
År 1931 hade Offerdals socken 4 362 invånare på en yta av 2122 kvadratkilometer, därav hade Rönnöfors kyrkobokföringsdistrikt 1 039 invånare. Samma år hade socknen 3380 hektar åker och 79214 hektar skogsmark.

## Näringsliv

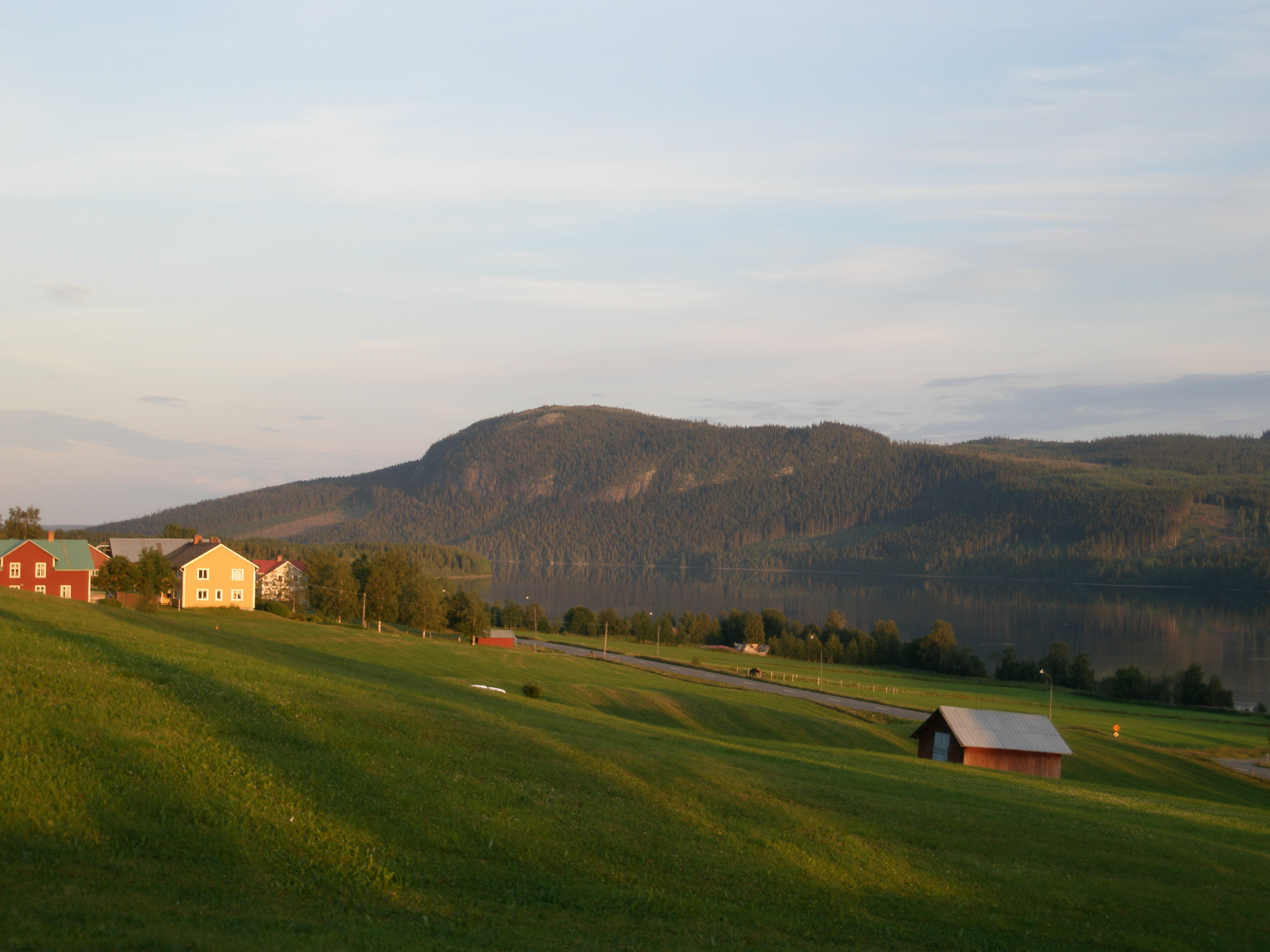
Jordbruk i Kaxås

Offerdals befolkning har traditionellt livnärt sig på jordbruk. Under 1900-talet fanns mejerier i Änge, Åflo, Offerdalsberg och Kävåsen. År 1961 fanns 542 jordbruk i Offerdals socken. År 1974 hade det minskat till 253 jordbruk. Antalet sysselsatta inom jordbruket har under de senaste åren minskat betydligt, men det finns fortfarande en relativt omfattande jordbruksverksamhet i ett flertal Offerdalsbyar, bland annat Bångåsen och Rise.
Även skogsbruket har spelat en stor roll i Offerdals socken. Omkring år 1850 skedde den första avverkningen av skog. Det var vid Landön och virket såldes till ett båtbyggeri i Sundsvall. På 1930-talet kom den maskinella skogsdriften i gång. Virket fraktades från början till kusten genom flottning, bland annat längs Näståns vattensystem, men i mitten på 1950-talet tog timmerbilarna över. Under 1900-talet var ett stort antal Offerdalsbor sysselsatta inom skogsbruket, men i och med den tekniska utvecklingen har antalet sysselsatta minskat betydligt. Offerdals socken har en stor andel privatägd skog.
En annan viktig näring för Offerdals socken är bergsbruket, och då särskilt skifferbrytningen. Järnmalm har under århundradena spelat en stor roll. På 1800-talet växte järnbruk fram i Åflohammar, Rönnöfors och Långfors. Den industriella järnbruksepoken i Offerdal blev relativt kort, men järnbruksruinen i Rönnöfors kan fortfarande besökas. Dessutom har det funnits en bergkristallgruva i Olden och en silver- och blygruvan vid Gruvfjället. En viktig näring i dagens Offerdals socken är skifferbrytningen i Rönnöfors och Finnsäter (Offerdalsskiffer). Skifferbolaget AB är viktigt för sysselsättningen i norra Offerdals socken. I Änge finns viss tillverkningsindustri och bland annat ett slakteri.
Servicenäringarna har i takt med befolkningsminskningen minskat i omfattning. Det finns endast ett fåtal  livsmedelsaffärer, banker, restauranger och bensinstationer kvar i socknen, företrädesvis i Änge, Kaxås, Landön och Tulleråsen. Turismen i Offerdal är småskalig. Hotell finns i bland annat Jänsmässholmen och slalombackar i Almåsa.
Den offentliga sektorn sysselsätter en relativt stor andel av socknens befolkning. Vårdcentral, tandläkare och apotek finns i Änge och servicehus i Ede. Skolor finns i Änge, Kaxås och Landön.

## Namnet
Namnet (1344 Afflodal) är ett bygdenamn som i förleden har bynamnet Åflo och efterleden dal. Åflo är sammansatt av å och flo, 'öppen, sank myr' och '(brett) parti av å eller älv med lugnvatten' Åflo tycks syfta på en tjärnliknande utvidgning av Åfloån.

## Befolkningsutveckling
| Befolkningsutvecklingen i Offerdals socken 1750–1990                                                     | Befolkningsutvecklingen i Offerdals socken 1750–1990 | Befolkningsutvecklingen i Offerdals socken 1750–1990 | Befolkningsutvecklingen i Offerdals socken 1750–1990 | Befolkningsutvecklingen i Offerdals socken 1750–1990 |
| --- | ---------------------------------------------------- | ---------------------------------------------------- | ---------------------------------------------------- | ---------------------------------------------------- |
| |                                                      |                                                      |                                                      |                                                      |
| År |                                                      |                                                      | Folkmängd                                            |                                                      |
| 1750 | 1750                                                 |                                                      | 780                                                  |                                                      |
| 1760 | 1760                                                 |                                                      | 841                                                  |                                                      |
| 1769 | 1769                                                 |                                                      | 938                                                  |                                                      |
| 1780 | 1780                                                 |                                                      | 992                                                  |                                                      |
| 1790 | 1790                                                 |                                                      | 1 011                                                |                                                      |
| 1800 | 1800                                                 |                                                      | 1 092                                                |                                                      |
| 1810 | 1810                                                 |                                                      | 1 227                                                |                                                      |
| 1820 | 1820                                                 |                                                      | 1 453                                                |                                                      |
| 1830 | 1830                                                 |                                                      | 1 767                                                |                                                      |
| 1840 | 1840                                                 |                                                      | 1 994                                                |                                                      |
| 1850 | 1850                                                 |                                                      | 2 540                                                |                                                      |
| 1860 | 1860                                                 |                                                      | 3 050                                                |                                                      |
| 1870 | 1870                                                 |                                                      | 3 132                                                |                                                      |
| 1880 | 1880                                                 |                                                      | 3 428                                                |                                                      |
| 1890 | 1890                                                 |                                                      | 3 871                                                |                                                      |
| 1900 | 1900                                                 |                                                      | 4 128                                                |                                                      |
| 1910 | 1910                                                 |                                                      | 3 941                                                |                                                      |
| 1920 | 1920                                                 |                                                      | 4 272                                                |                                                      |
| 1930 | 1930                                                 |                                                      | 4 362                                                |                                                      |
| 1940 | 1940                                                 |                                                      | 4 471                                                |                                                      |
| 1950 | 1950                                                 |                                                      | 4 275                                                |                                                      |
| 1960 | 1960                                                 |                                                      | 3 811                                                |                                                      |
| 1970 | 1970                                                 |                                                      | 2 794                                                |                                                      |
| 1980 | 1980                                                 |                                                      | 2 548                                                |                                                      |
| 1990 | 1990                                                 |                                                      | 2 487                                                |                                                      |
| Anm: Källor: Umeå universitet - Tabellverket 1749-1859, Demografiska databasen, CEDAR, Umeå universitet. |                                                      |                                                      |                                                      |                                                      |

## Kända personer med anknytning till bygden
- Erik Berggren, riksdagsledamot från Offerdal
- Nina Björk, författare, journalist, född i Offerdal 1967
- Mattias Bladh, gitarrist från Offerdal
- Göran Boström, konstnär från Änge
- Carl-Göran Ekerwald, författare och översättare från Änge
- Kjell-Erik Eriksson, fiolspelman från Kaxås
- Olle Falk, riksspelman från Könsta
- Ante Falk, spelman från Könsta
- Elias Jonsson, munspelsmusiker i Ede
- Karl E. Nyqvist, fackföreningsman, kommunalpolitiker och släktforskare från Tulleråsen
- Lapp-Nils, fiolspelman i Önet och Hållan
- Dan Olofsson, företagare med anknytning till Kaxås
- Torkel Persson, skidlöpare från Oldåbacken, Frankrike
- Karl Ferdinand de Ron, disponent på Åflohammars bruk i Åflo
- Olle Simonsson, keramiker och musiker i Ede
- Maths O Sundqvist, affärsman från Kaxås
- Peter Swedenmark, chefredaktör emeritus och författare, Änge
- Elin Olofsson, författare och journalist, från Tulleråsen/Bredbyn